# Josef Eham
Josef Eham (* 29. Juli 2002 in Hausham) ist ein deutscher Eishockeyspieler, der seit Juli 2024 bei den Nürnberg Ice Tigers aus der Deutschen Eishockey Liga (DEL) unter Vertrag steht und dort auf der Position des Stürmers spielt. Zuvor war Eham bereits zwei Spielzeiten für die Düsseldorfer EG in der DEL aktiv.

## Karriere

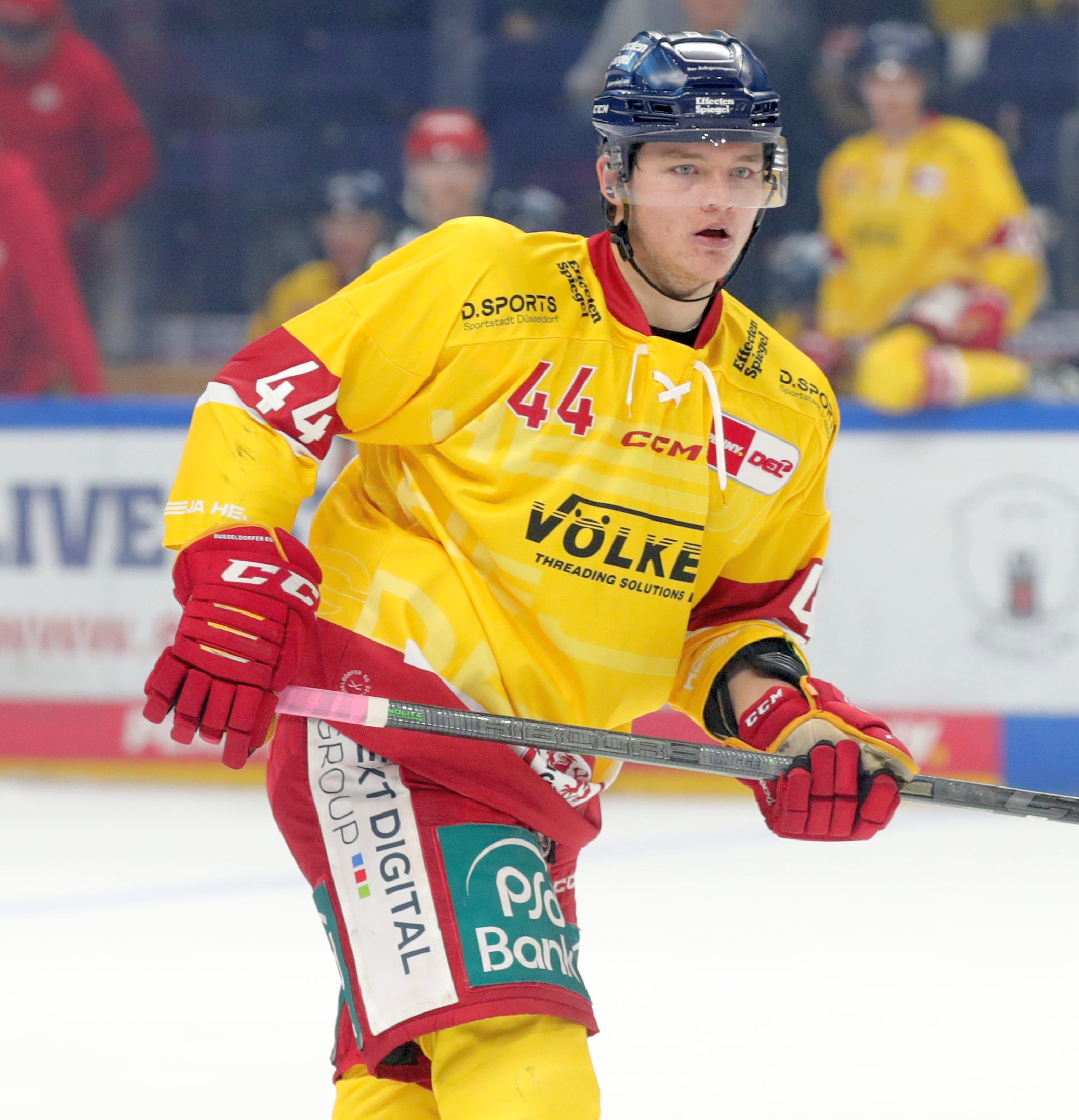
Eham im Trikot der Düsseldorfer EG (2022)

Eham spielte zunächst im Nachwuchs des TEV Miesbach und des SC Reichersbeuern, ehe er im Jahr 2016 zu den Junioren des EC Bad Tölz wechselte. Dort war der Stürmer in den Spielzeiten 2016/17 und 2017/18 in der Schüler-Bundesliga aktiv. In seinem zweiten Jahr in der Liga sammelte er in 32 Partien insgesamt 97 Scorerpunkte und war damit hinter Nicklas Müller und Joshua Samanski drittbester Punktesammler in der Hauptrunde. Als Belohnung erhielt der 15-Jährige einige Einsätze in der U19-Mannschaft der Bad Tölzer, die in der Deutschen Nachwuchsliga (DNL) gegen den Abstieg kämpfte. In elf Spielen punktete er dort sechsmal. Zur weiteren Entwicklung entschied sich Eham im Sommer 2018 an die von der Red Bull GmbH unterstützte Nachwuchsakademie des österreichischen Klubs EC Red Bull Salzburg. Dort nahm der Deutsche in den folgenden zwei Jahren mit dem Team der Akademie am Spielbetrieb im tschechischen Juniorenbereich teil.
Ab der Saison 2020/21 stand der Angreifer im Kader der zweiten Salzburger Mannschaft, den RB Hockey Juniors, in der Alps Hockey League. Im Nachwuchsteam etablierte sich Eham schnell als Stammspieler und war in der Spielzeit 2021/22 teamintern zweitbester Scorer. Mit seinen Leistungen machte er auch die Klubs in Deutschland auf sich aufmerksam, wo er im Mai 2022 einen Vertrag bei der Düsseldorfer EG aus der Deutschen Eishockey Liga (DEL) unterzeichnete. In seiner ersten DEL-Saison sammelte der Offensivspieler in 63 Partien insgesamt 19 Punkte. Nachdem er in der folgenden Spielzeit lediglich dreimal gepunktet hatte, führten Eham und die DEG die Zusammenarbeit nicht fort. Eham wechselte daraufhin zur Saison 2024/25 zum Ligakonkurrenten Nürnberg Ice Tigers.

### International
Auf internationaler Ebene kam Eham bereits ab der Spielzeit 2017/18 für die Juniorennationalmannschaften des Deutschen Eishockey-Bundes zu Einsätzen. Sein erstes internationales Turnier absolvierte der Stürmer jedoch erst mit der U20-Junioren-Weltmeisterschaft 2022. Dabei erzielte er in den fünf Turnierspielen ein Tor. Zuvor hatte er bereits im Aufgebot der deutschen U20-Nationalmannschaft beim abgebrochenen Event der Weltmeisterschaft 2022 gestanden.
Sein Debüt in der A-Nationalmannschaft gab Eham im Rahmen des Deutschland Cup 2023. Dabei kam er in zwei der drei deutschen Spiele zum Einsatz.

## Karrierestatistik
Stand: Ende der Saison 2024/25

### International
Vertrat Deutschland bei:
- abgebr. U20-Junioren-Weltmeisterschaft 2022
- U20-Junioren-Weltmeisterschaft 2022

(Legende zur Spielerstatistik: Sp oder GP = absolvierte Spiele; T oder G = erzielte Tore; V oder A = erzielte Assists; Pkt oder Pts = erzielte Scorerpunkte; SM oder PIM = erhaltene Strafminuten; +/− = Plus/Minus-Bilanz; PP = erzielte Überzahltore; SH = erzielte Unterzahltore; GW = erzielte Siegtore; 1 Play-downs/Relegation; Kursiv: Statistik nicht vollständig)